# سیات تولدو
سئات تولدو (SEAT Toledo) خودرویی است که در سال‌های ۱۹۹۱ تا ۲۰۰۹ در اسپانیا تولید شده‌است.
این خودرو در کلاس خودرو سایز متوسط قرار گرفته، طراحی آن موتور جلو، خودرو محور جلو بوده‌است.